# Abraham Capadose
Abraham Capadose (født 22. august 1795 i Amsterdam, død 16. december 1874 i Haag) var en hollandsk læge.
Capadose, der var jøde af fødsel, blev sammen med sin ven Isak da Costa døbt 1822 og stod ved hans side i kampen for genoplivelsen af den reformerte rettroenhed og kirkeligt liv. Capadoses hovedskrift er Troens kraft, der er kommet i flere udgaver.